# Olof Hökerstedt
Olof Hökerstedt, född 29 juni 1691 i Kuddby församling, död 10 april 1746, var en svensk präst.

## Biografi
Olof Hökerstedt föddes 1691 i Kuddby församling. Han var son till kronolänsmannen Olof Olsson och Susanna Ollon. Hökerstedt blev 29 mars 1709 student vid Uppsala universitet och prästvigdes 1715. Han blev bataljonspredikant vid livgardet och 22 december 1721 regementspastor vid Livgardets södra bataljon, tillträdde 1 maj 1722. Hökerstedt blev 23 mars 1731 kyrkoherde i Hedvig Eleonora församling i Stockholm, tillträdde 1 maj 1731 och blev 23 juni assessor i Stockholms konsistorium. Han blev 9 maj 1737 kyrkoherde i Katarina församling, tillträdde 1 maj 1738. Hökerstedt avled 1746.

### Familj
Hökerstedt gifte sig 27 mars 1722 i Svea livgardets Jakobsbataljon med Helena Norberg (död 1744). Hon var dotter till kamreren Didrich Norberg i Kammarkollegium och Helena Pettersdotter Neselius.